# Europris
Europris ASA är ett norskt börsnoterat företag, som driver en kedja av lågprisaffärer i Norge. Det säljer ett brett sortiment varor, framförallt hem- och köksprodukter och livsmedel. Det är Norges största kedja inom dagligvaruhandeln. I slutet av 2019 hade Europris 264 butiker.
Huvudkontor och centrallager ligger i Fredrikstad. 

## Historik
Europris grundades 1992 av Wiggo Erichsen (född 1957), med den första butiken i Storhaug i Stavanger. Verksamheten expanderade till en kedja med 50 butiker till 1998. 
År 2000 köptes aktiemajoriteten av grosshandlaren Terje Høili (född 1944). Denne sålde 2004 vidare till riskkapitalbolaget IK Investment Partners. Nordic Capital köpte företaget 2012, varefter det noterades på Oslobörsen 2015. 
Europris äger sedan 2018 20 procent av ÖoB, med en option att förvärva hela företaget 2020, vilket de sedan gjorde 2024.